# 亞美尼亞遺產黨
亞美尼亞遺產黨，是一個亞美尼亞民族自由主義黨。它於2002年由獨立後的亞美尼亞第一任外交部長拉菲·霍瓦尼相創立。為自由民主的政黨。

## 外部連結
- 官方网站